# Championnats panarabes d'athlétisme 2015
Navigation
Édition précédente Édition suivante
Les Championnats panarabes d'athlétisme 2015, 19e édition, ont eu lieu du 24 au 27 avril 2015 à Madinat 'Isa, près de Manama, à Bahreïn.

## Résultats

### Hommes
| Event                        | Or                                                                           | Or                | Argent                                                                | Argent            | Bronze                                | Bronze          |
| ---------------------------- | ---------------------------------------------------------------------------- | ----------------- | --------------------------------------------------------------------- | ----------------- | ------------------------------------- | --------------- |
| 100 m (vent: +4,1 m/s)       | Femi Ogunode Qatar                                                           | 10 s 04           | Barakat al-Harthi Oman                                                | 10 s 05           | Aziz Ouhadi Maroc                     | 10 s 08         |
| 200 m (vent: +2,5 m/s)       | Femi Ogunode Qatar                                                           | 20 s 52           | Barakat al-Harthi Oman                                                | 20 s 66           | Yaqub Eid Bahreïn                     | 20 s 82         |
| 400 m                        | Abdelalelah Haroun Qatar                                                     | 44 s 68 CR        | Anas Beshr Égypte                                                     | 45 s 61           | Abbas Abubakar Abbas Bahreïn          | 46 s 19         |
| 800 m                        | Musaeb Abdulrahman Balla Qatar                                               | 1 min 46 s 74     | Ali al-Deraan Arabie saoudite                                         | 1 min 47 s 03     | Nader Belhanbel Maroc                 | 1 min 47 s 68   |
| 1 500 m                      | Fouad Elkaam Maroc                                                           | 3 min 46 s 54     | Abdi Waiss Mouhyadin Djibouti                                         | 3 min 46 s 56     | Youssouf Hiss Bachir Djibouti         | 3 min 47 s 08   |
| 5 000 m                      | Ayanleh Souleiman Djibouti                                                   | 13 min 17 s 97 CR | Albert Rop Bahreïn                                                    | 13 min 18 s 55    | Aweke Ayalew Bahreïn                  | 13 min 29 s 03  |
| 10 000 m                     | El Hassan el-Abbassi Bahreïn                                                 | 28 min 23 s 11    | Zelalem Bacha Bahreïn                                                 | 29 min 30 s 55    | Ali Al-Wahshi Émirats arabes unis     | 33 min 18 s 50  |
| Semi-marathon                | Shumi Dechasa Bahreïn                                                        | 1 h 2 min 50 s    | Ali Hasan Mahboob Bahreïn                                             | 1 h 7 min 28 s    | Wissem Hosni Tunisie                  | 1 h 7 min 32 s  |
| 110 m haies (vent: +7,3 m/s) | Abdulaziz al-Mandeel Koweït                                                  | 13 s 35           | Yaqoub al-Youha Koweït                                                | 13 s 37           | Othmane Hadj Lazib Algérie            | 13 s 74         |
| 400 m haies                  | Ali Khamis Khamis Bahreïn                                                    | 50 s 10           | Saber Boukemouche Algérie                                             | 50 s 31           | Miloud Rahmani Algérie                | 50 s 52         |
| 3 000 m steeple              | Hamid Ezzine Maroc                                                           | 8 min 30 s 57     | Brahim Taleb Maroc                                                    | 8 min 31 s 15     | Amor Ben Yahia Tunisie                | 8 min 31 s 28   |
| 4 × 100 m                    | Koweït Issa al-Youha Yaqoub al-Youha Abdulaziz al-Mandeel Meshaal al-Mutairi | 39 s 75 NR        | Qatar Femi Ogunode Samuel Francis Tosin Ogunode Eid Abdulla al-Kuwari | 39 s 87           | Irak                                  | 40 s 44         |
| 4 × 400 m                    | Qatar                                                                        | 3 min 4 s 93      | Bahreïn                                                               | 3 min 6 s 23 (NR) | Arabie saoudite                       | 3 min 6 s 57    |
| 20 km marche                 | Hassanine Sebei Tunisie                                                      | 1 h 28 min 9 s    | Hichem Medjeber Algérie                                               | 1 h 31 min 8 s    | Mabrook Saleh Nasser Qatar            | 1 h 31 min 54 s |
| Saut en hauteur              | Mutaz Essa Barshim Qatar                                                     | 2,19 m            | Ali Mohd Younes Idriss Soudan                                         | 2,16 m            | Muamer Aissa Barsham Qatar            | 2,13 m          |
| Saut à la perche             | Mouhcine Cheaouri Maroc                                                      | 5,00 m            | Mohamed Romdhana Tunisie                                              | 4,90 m            | Hichem Kalil Cherabi Algérie          | 4,80 m          |
| Saut en longueur             | Saleh al-Haddad Koweït                                                       | 7,96 m (v. f.)    | Mohamed Qasin al-Absi Arabie saoudite                                 | 7,77 m (v. f.)    | Ahmed Fayez al-Dosari Arabie saoudite | 7,63 m (v. f.)  |
| Triple saut                  | Issam Nima Algérie                                                           | 16,78 m           | Rashid al-Mannai Qatar                                                | 15,97 m           | Khaled Alsubaie Koweït                | 15,95 m         |
| Lancer du poids              | Mostafa Amr Ahmed Ahmed Hassan Égypte                                        | 19,22 m           | Mohamed Magdi Hamza Égypte                                            | 18,38 m           | Ahmad Gholoum Koweït                  | 18,08 m         |
| Lancer du disque             | Essa Mohammed al-Zankawi Koweït                                              | 63,22 m           | Ahmed Mohamed Dheeb Qatar                                             | 63,01 m           | Mustafa Kazem Dagher Irak             | 60,60 m         |
| Lancer du marteau            | Mostafa al-Gamel Égypte                                                      | 74,81 m           | Ashraf Amgad Elseify Qatar                                            | 73,68 m           | Alaa El-Din El-Ashry Égypte           | 72,26 m         |
| Lancer du javelot            | Ihab el-Sayed Égypte                                                         | 80,72 m CR        | Mohamad Mohd Kaida Qatar                                              | 69,04 m           | Abdullah Cherei Maroc                 | 68,59 m         |
| Décathlon                    | Mohammed J. M. al-Qaree Arabie saoudite                                      | 7 572 pts (v.f.)  | Mohamed Ahmed al-Mannai Qatar                                         | 7233 pts          | Ahmed Saber Ahmed Égypte              | 7072 pts        |

### Femmes
| Event                        | Or                                      | Or                 | Argent                                                                           | Argent          | Bronze                                                              | Bronze         |
| ---------------------------- | --------------------------------------- | ------------------ | -------------------------------------------------------------------------------- | --------------- | ------------------------------------------------------------------- | -------------- |
| 100 m (vent: +4,5 m/s)       | Hajer Al-Amri Bahreïn                   | 11 s 64            | Souheir Bouali Algérie                                                           | 11 s 64         | Iman Jassem Bahreïn                                                 | 11 s 65        |
| 200 m (vent: +2,2 m/s)       | Edidiong Odiong Bahreïn                 | 22 s 98            | Dana Hussain Irak                                                                | 23 s 69         | Assia Raziki Maroc                                                  | 23 s 77        |
| 400 m                        | Kemi Adekoya Bahreïn                    | 54 s 06            | Souheir Bouali Algérie                                                           | 55 s 34         | Amina Yussuf Bahreïn                                                | 57 s 27        |
| 800 m                        | Malika Akkaoui Maroc                    | 2 min 05 s 77      | Betlhem Desalegn Émirats arabes unis                                             | 2 min 07 s 20   | Marta Patoyota Bahreïn                                              | 2 min 08 s 19  |
| 1 500 m                      | Amina Bakhit Soudan                     | 5 min 22 s 27      | Rababe Arafi Maroc                                                               | 5 min 22 s 30   | Betlhem Desalegn Émirats arabes unis                                | 5 min 22 s 99  |
| 5 000 m                      | Mimi Belete Bahreïn                     | 16 min 50 s 90     | Amina Bakhit Soudan                                                              | 16 min 54 s 21  | Shitaye Eshete Bahreïn                                              | 16 min 59 s 55 |
| 10 000 m                     | Alia Saeed Mohammed Émirats arabes unis | 32 min 16 s 97 CR  | Shitaye Eshete Bahreïn                                                           | 32 min 40 s 47  | Eunice Chebichii Chumba Bahreïn                                     | 33 min 44 s 74 |
| Semi-marathon                | Eunice Kirwa Bahreïn                    | 1 h 11 min 02 s CR | Merima Mohammed Bahreïn                                                          | 1 h 19 min 40 s |                                                                     |                |
| 100 m haies (vent: +4,1 m/s) | Lamiae Lhabze Maroc                     | 13 s 53            | Zaina Arkan Hamed Irak                                                           | 13 s 90         | Lamiae Lhabze Maroc                                                 | 15 s 00        |
| 400 m haies                  | Lamiae Lhabze Maroc                     | 56 s 65            | Kemi Adekoya Bahreïn                                                             | 57 s 68         | Hayat Lambarki Maroc                                                | 59 s 33        |
| 3 000 m steeple              | Ruth Jebet Bahreïn                      | 9 min 39 s 61 CR   | Tigist Mekonnen Bahreïn                                                          | 9 min 42 s 01   | Fadwa Sidi Madane Maroc                                             | 10 min 05 s 56 |
| 4 × 100 m                    | Bahreïn                                 | 46 s 40 CR         | Oman Shanouna Al-Habassia mazoun Al-Alaouia Buthaina Al-Yaqoubi Hana Al-Kassimia | 47 s 67         | Irak Bijan El Khoushani Shamam Samad Zaina Arkan Hamed Dana Hussein | 48 s 04        |
| 4 × 400 m                    | Bahreïn                                 | 3 min 36 s 77 CR   | Maroc                                                                            | 3 min 38 s 60   | Soudan                                                              | 3 min 49 s 36  |
| 10 km marche                 | Chahinez Nasri Tunisie                  | 50 min 34 s 4      | Olfa Lafi Tunisie                                                                | 50 min 45 s 9   | Bariza Ghezelani Algérie                                            | 54 min 15 s 4  |
| Saut en hauteur              | Besnet Moussad Mohamed Égypte           | 1,75 m             | Rhizlane Siba Maroc                                                              | 1,75 m          | Maryam Al-Ansari Bahreïn                                            | 1,60 m         |
| Saut à la perche             | Syrine Balti Tunisie                    | 4,10 m CR=         | Nisrine Dinar Maroc                                                              | 3,70 m          | Dina Eltabaa Égypte                                                 | 3,60 m         |
| Saut en longueur             | Tahani Romaissa Belabiod Algérie        | 6,37 m             | Jamaa Chnaik Maroc                                                               | 6,05 m          | Esraa Samir Owis Égypte                                             | 6,05 m         |
| Triple saut                  | Jamaa Chnaik Maroc                      | 13,51 m            | Mary Otoaruoh Bahreïn                                                            | 13,32 m         | Fatma El-Hamadi Tunisie                                             | 12,89 m (w)    |
| Lancer du poids              | Noora Salem Jasim Bahreïn               | 14,97 m            | Walaa Khalil Égypte                                                              | 14,77 m         | Fadia Ibrahim Égypte                                                | 14,48 m        |
| Lancer du disque             | Amina Moudden Maroc                     | 48,99 m            | Sara Dardeeri Égypte                                                             | 47,37 m         | Noora Salem Jasim Bahreïn                                           | 47,05 m        |
| Lancer du marteau            | Zouina Bouzebra Algérie                 | 60,06 m            | Sarra Ben Saïd Tunisie                                                           | 58,96 m         | Esraa Mohamed Habe Égypte                                           | 57,60 m        |
| Lancer du javelot            | Nourhan Mohammed Égypte                 | 49,58 m            | Reda Adel Ahmed Égypte                                                           | 47,44 m         | Nada Chroudi Tunisie                                                | 43,17 m        |
| Heptathlon                   | Huda Ahmed Égypte                       | 5 404 pts          | Nada Chroudi Tunisie                                                             | 5 211 pts       | Wedian Mokhtar Abdelhamid Égypte                                    | 4 898 pts      |

## Tableau des médailles
| Rang | Nation              | Or | Argent | Bronze | Total |
| ---- | ------------------- | -- | ------ | ------ | ----- |
| 1    | Bahreïn             | 12 | 9      | 10     | 31    |
| 2    | Maroc               | 8  | 6      | 6      | 20    |
| 3    | Qatar               | 6  | 6      | 2      | 14    |
| 4    | Égypte              | 6  | 5      | 7      | 18    |
| 5    | Koweït              | 4  | 1      | 2      | 7     |
| 6    | Algérie             | 3  | 4      | 4      | 11    |
| 6    | Tunisie             | 3  | 4      | 4      | 11    |
| 8    | Arabie saoudite     | 1  | 2      | 2      | 5     |
| 9    | Soudan              | 1  | 2      | 1      | 4     |
| 10   | Émirats arabes unis | 1  | 1      | 2      | 4     |
| 11   | Djibouti            | 1  | 1      | 1      | 3     |
| 12   | Oman                | 0  | 4      | 0      | 4     |
| 13   | Iraq                | 0  | 1      | 4      | 5     |
| -    | Total               | 46 | 46     | 45     | 137   |

## Source
- Revue "Al-Batal Al Arabi" N° 73, première partie, Revue de l'Union arabe d'athlétisme, 30 juin 2015